# Grewia pandaica
Grewia pandaica là một loài thực vật có hoa trong họ Cẩm quỳ. Loài này được J.R.Drumm. mô tả khoa học đầu tiên năm 1915.